# Campiglossa variabilis
Campiglossa variabilis är en tvåvingeart som först beskrevs av Doane 1899.  Campiglossa variabilis ingår i släktet Campiglossa och familjen borrflugor. Inga underarter finns listade.